# Ото II (Швабия)
Вижте пояснителната страница за други личности с името Ото II.
Ото II от Швабия (на немски: Otto II von Schwaben; † 7 септември 1047, замък Томбург, Райнбах, при Бон) от фамилията на Ецоните, e пфалцграф на Лотарингия (1035 – 1045) и херцог на Швабия (1045 – 1047).

## Биография
Той е третият син на пфалцграф Ецо от Лотарингия (* 955, † 21 май 1034) и на Матилда Саксонска (979 – 1025). Внук е на император Ото II и на Теофано. По-малък брат е на Херман II, архиепископ на Кьолн (1036 – 1056), на Рихеза, съпруга на полския крал Мешко II Лямберт, и на граф Людолф († 10 април 1031).
След смъртта на баща му през 1034 г. той става през 1035 г. негов наследник като пфалцграф на Лотарингия. След смъртта на херцог Херман IV (1038) Херцогство Швабия е управлявано директно от император Хайнрих III. Едва през 1045 г. (Goslar, 7 април) той назначава Ото за новия херцог на Швабия и дава лотарингската служба пфалцграф на Хайнрих I († 1061), племенник на Ото.
През 1047 г. Ото умира в замък Томбург, Райнбах. Той е погребан от епископ Бруно фон Тюл в Браувайлер, който става през 1049 г. папа Лъв IX.
След смъртта на Ото II император Хайнрих III дава херцогството на Ото от Швайнфурт от франкския клон на Бабенбергите.

## Фамилия
Ото II се жени за Матилда фон Егисхайм, незаконна дъщеря на граф Хуго IV фон Нордгау, сестра на папа Лъв IX и има две дъщери:
- Рихенза (* 1020, † 1082), омъжена I. за граф Херман III от Верл († сл. 1055), II. 1050 г. за Ото Нортхаймски (1061 – 1070 херцог на Бавария, † 1083)
- Хилдегарда (* пр. 1025, † пр. 1095), омъжена за граф Фридрих фон Бюрен (* 1010/1020, † 1070/1075), родители на херцог Фридрих I.